# 陸瑜 (南朝)
陸瑜（541年—584年），字幹玉，吳郡吳縣人，南北朝南陳官員和文學家。

## 生平
陸瑜的祖父陸完是南梁琅邪、彭城兩郡郡丞，父親陸令公是南梁中軍將軍宣城王蕭大器的記室參軍，兄長司農卿陸琰；吏部尚書陸瓊則是他的堂兄弟。他自小好學，寫作辭藻優美，州內推舉秀才，他因而解褐驃騎將軍安成王陳頊的行參軍，轉任軍師晉安王陳伯恭的外兵參軍、東宮學士；兄長陸琰當時任職管記，都以才學陪伴侍候娛樂主子，當時的人將他們比擬為應瑒、應璩兄弟。太建二年（570年），太子陳叔寶在太學舉行釋奠禮，宮中大臣一同賦詩，命令陸瑜寫序，文詞富麗。轉任尚書祠部郎中，因母親逝世辭官，服喪後，任職桂陽王明威將軍陳伯謀的功曹史，兼任東宮管記，之後累遷永陽王陳伯智的文學、太子洗馬和中舍人。
他年幼經常讀書，晝夜都不間斷，聰明而記憶力強，看一次就不會忘記。陸瑜跟隨汝南周弘正學習莊子和老子的思想，又向僧滔法師學習《成實論》，明白大要。其時皇太子陳叔寶好學，打算博覽群書，以子集書本繁多，下令陸瑜抄寫，但未完成就去世，虛歲四十四。太子為他哭泣，發布手令為他舉哀，朝廷主辦喪事，又親自寫下祭文，遣派使者弔祭。……其見重如此。至德二年（584年）追贈光祿卿，有文集十卷。

## 引用
1. 1 2  《陳書·卷三十·列傳第二十四》：陸瓊字伯玉，吳郡吳人也。祖完，梁琅邪、彭城二郡丞。父雲公，梁給事黃門侍郎，掌著作。
2. 1 2 3  《陳書·卷三十四·列傳第二十八》：陸琰字溫玉，吏部尚書瓊之從父弟也。父令公，梁中軍宣城王記室參軍。……有弟瑜。瑜字幹玉。少篤學，美詞藻。州舉秀才。解褐驃騎安成王行參軍，轉軍師晉安王外兵參軍、東宮學士。兄琰時為管記，並以才學娛侍左右，時人比之二應。太建二年，太子釋奠于太學，宮臣並賦詩，命瑜為序，文甚贍麗。遷尚書祠部郎中，丁母憂去職。服闋，為桂陽王明威將軍功曹史，兼東宮管記。累遷永陽王文學、太子洗馬、中舍人。
3. 1 2 3  《南史·卷四十八·列傳第三十八》：琰字溫玉，瓊之從父弟也。父令公，梁中軍宣城王記室參軍。……弟瑜字幹玉，少篤學，美詞藻，州舉秀才。再遷軍師晉安王外兵參軍，東宮學士。兄琰時為管記，並以才學娛侍左右，時人比之二應。太建中，累遷太子洗馬，中舍人。
4. ↑  《陳書·卷三十四·列傳第二十八》：瑜幼長讀書，晝夜不廢，聰敏彊記，一覽無復遺失。嘗受莊、老於汝南周弘正，學成實論於僧滔法師，並通大旨。時皇太子好學，欲博覽群書，以子集繁多，命瑜鈔撰，未就而卒，時年四十四。太子為之流涕，手令舉哀，官給喪事，并親製祭文，遣使者弔祭。……其見重如此。至德二年，追贈光祿卿。有集十卷。
5. ↑  《南史·卷四十八·列傳第三十八》：瑜聰敏強記，常受莊、老于汝南周弘正，學成實論于僧滔法師，並通大旨。時皇太子好學，欲博覽群書，以子集繁多，命瑜抄撰，未就而卒。太子為之流涕，親制祭文，仍與詹事江總論述其美，詞甚傷切。至德二年，追贈光祿卿。有集十卷。